# Liste der Übungen und Manöver des Warschauer Vertrages
Die Liste der Übungen und Manöver des Warschauer Vertrages  umfasst die gemeinsamen Manöver und Übungen der Armeen des Warschauer Vertrages.
| Name (Charakter)                    | Datum von          | Datum bis          | Teilnehmer                                                                               | Territorium                                        | Leitung                                                                     | Anmerkungen |
| ----------------------------------- | ------------------ | ------------------ | ---------------------------------------------------------------------------------------- | -------------------------------------------------- | --------------------------------------------------------------------------- | --- |
| »Burja« (Kommando- stabsübung)      | 28. September 1961 | 10. Oktober 1961   | NVA, Polnische Volksarmee, Sowjetarmee, Tschechoslowakische Volksarmee                   | ČSSR, DDR, Volksrepublik Polen, UdSSR              | Oberkommandierender der Vereinten Streitkräfte                              | |
| »Vitr« (Truppenübung)               | 23. September 1962 | 27. September 1962 | NVA, Polnische Armee, Sowjetarmee, Tschechoslowakische Volksarmee                        | ČSSR, DDR                                          | Minister für Nationale Verteidigung der CSSR                                | |
| »Baltyk-Odra« (Truppenübung)        | 5. Oktober 1962    | 10. Oktober 1962   | NVA, Polnische Armee, Sowjetarmee                                                        | VR Polen, DDR                                      | Minister für Nationale Verteidigung der VR Polen                            | |
| »Quartett« (Manöver)                | 9. September 1963  | 14. September 1963 | NVA, Polnische Armee, Sowjetarmee, Tschechoslowakische Volksarmee                        | DDR                                                | Minister für Nationale Verteidigung der DDR Heinz Hoffmann                  | 41.000 Mann, 700 Panzer, 8.300 SPW und KfZ, 560 Geschütze, 323 Flugzeuge und Hubschrauber. Abschließende Feldparade in Dresden am 15. September mit hunderttausenden zivilen Besuchern.            |
| »Oktobersturm« (Manöver)            | 16. Oktober 1965   | 20. Oktober 1965   | NVA, Polnische Armee, Sowjetarmee, Tschechoslowakische Volksarmee                        | DDR                                                | Oberkommandierender der Gruppe der Sowjetischen Streitkräfte in Deutschland | Eröffnung in der Nationalen Mahn- und Gedenkstätte auf dem Ettersberg beim KZ Buchenwald. 50.000 Mann, 800 Panzer, 700 Rohre Artillerie, 1000 SPW, 5.000 Kfz, 400 Flugzeuge und Hubschrauber       |
| »Moldau« (Manöver)                  | 19. September 1966 | 22. September 1966 | Ungarische Volksarmee, NVA, Polnische Armee, Sowjetarmee, Tschechoslowakische Volksarmee | ČSSR                                               | Minister für nationale Verteidigung der ČSSR                                | |
| »Rhodopen« (Truppenübung)           | 20. August 1967    | 27. August 1967    | Bulgarische Volksarmee, rumänische Streitkräfte, Sowjetarmee                             | VR Bulgarien, westlicher Teil des Schwarzen Meeres | Minister für Volksverteidigung der VR Bulgarien                             | |
| »Böhmerwald« (Kommando- stabsübung) | 20. Juni 1968      | 30. Juni 1968      | Ungarische Volksarmee, NVA, Polnische Armee, Sowjetarmee, Tschechoslowakische Volksarmee | ČSSR, DDR, VR Polen, UdSSR                         | Oberkommandierender der Vereinten Streitkräfte                              | |
| »Oder-Neiße« (Manöver)              | 21. September 1969 | 28. September 1969 | NVA, Polnische Armee, Sowjetarmee, Tschechoslowakische Volksarmee                        | VR Polen, Ostsee                                   | Minister für Nationale Verteidigung der VR Polen                            | |
| »Waffenbrüderschaft 70« (Manöver)   | 12. Oktober 1970   | 18. Oktober 1970   | Alle Armeen des Warschauer Vertrages                                                     | DDR, Ostsee                                        | Minister für Nationale Verteidigung der DDR                                 | 73.500 Mann, 850 Panzer, 1.150 SPW, 12.000 KfZ, 470 Geschütze u. Granatwerfer, 500 Flugzeuge, 110 Hubschrauber, 140 Schiffe auf der Ostsee. Militärdelegationen aus Kuba, Vietnam und der Mongolei |
| »Schild 72« (Truppenübung)          | 4. September 1972  | 16. September 1972 | Ungarische Volksarmee, NVA, Polnische Armee, Sowjetarmee, Tschechoslowakische Volksarmee | ČSSR                                               | Minister für nationale Verteidigung der ČSSR                                | |
| »Schild 76« (Truppenübung)          | 9. September 1976  | 16. September 1976 | Ungarische Volksarmee, NVA, Polnische Armee, Sowjetarmee, Tschechoslowakische Volksarmee | VR Polen                                           | Minister für nationale Verteidigung der VR Polen                            | 35.000 Mann |
| »Schild 79« (Truppenübung)          | 12. Mai 1979       | 19. Mai 1979       | Alle Armeen des Warschauer Vertrages                                                     | VR Ungarn                                          | Minister für Landesverteidigung der Ungarischen VR                          | |
| »Waffenbrüderschaft 80« (Manöver)   | 4. September 1980  | 12. September 1980 | Alle Armeen des Warschauer Vertrages                                                     | DDR, Ostsee                                        | Minister für Nationale Verteidigung der DDR                                 | 40.000 Mann. Anwesend der Oberkommandierende der Vereinten Streitkräfte Wiktor G. Kulikow. |
| »Sojus 81« (Kommando- stabsübung)   | 17. März 1981      | 7. April 1981      | NVA, Polnische Armee, Sowjetarmee, Tschechoslowakische Volksarmee                        | ČSSR, DDR, VR Polen, UdSSR                         | Oberkommandierender der Vereinten Streitkräfte                              | |
| »Drushba 82« (Truppenübung)         | 13. März 1982      | 20. März 1982      | DDR, VR Polen, UdSSR                                                                     | VR Polen                                           | Verteidigungsminister VR Polen                                              | |
| »Schild 82« (Truppenübung)          | 25. September 1982 | 1. Oktober 1982    | Alle Armeen des Warschauer Vertrages                                                     | VR Bulgarien                                       | Minister für Volksverteidigung der VR Bulgarien                             | |
| »Sojus 83« (Kommando- stabsübung)   | 30. Mai 1983       | 9. Juni 1983       | VR Bulgarien, Ungarische VR, DDR, VR Polen, UdSSR, ČSSR, SRR                             | DDR, VR Polen                                      | Oberkommandierender der Vereinten Streitkräfte                              | |
| »Jug 84« (Truppenübung)             | 26. März 1984      | 31. März 1984      | DDR, VR Polen, UdSSR                                                                     | DDR                                                | stellv. Verteidigungsminister der DDR                                       | |
| »Schild 84« (Truppenübung)          | 5. September 1984  | 14. September 1984 | VR Bulgarien, Ungarische VR, DDR, VR Polen, UdSSR, ČSSR, SSR                             | ČSSR                                               | Verteidigungsminister der ČSSR                                              | |